# Psyrassa nigripes
Psyrassa nigripes là một loài bọ cánh cứng trong họ Cerambycidae.